# Bientalophora cylindrica
Bientalophora cylindrica är en mossdjursart som beskrevs av Osburn 1953. Bientalophora cylindrica ingår i släktet Bientalophora och familjen Pustuloporidae. Inga underarter finns listade i Catalogue of Life.